# 곰TV
곰TV는 곰앤컴퍼니에서 제공하는 인터넷 방송이며, 그 방송을 보기 위한 소프트웨어의 이름이기도 하다.

## 곰 eXP
2006년 11월 슈퍼 파이트 방송을 통해 e스포츠 업계에 처음 이름을 알렸다. 또한 2006년 12월부터 2008년 3월까지 MSL을 4시즌 후원하였다.
2008년 4월부터 2009년 9월까지 곰TV 클래식을 운영하기도 했으며 2010년 9월부터 현재까지 글로벌 스타크래프트 II 리그를 주최, 주관, 방송중이다.
2014년 1월 곰 eXP를 런칭, e스포츠 콘텐츠를 통합했다.
2015년 아프리카TV에 곰TV 강남 스튜디오 및 GSL을 이관, 사실상 e스포츠 부문 사업을 종료했다.

### 관련 방송인
- 성승헌 캐스터
- 이현주 캐스터
- 박상현 캐스터
- 황영재 해설위원
- 정인호 해설위원
- 온상민 해설위원
- 한현우 해설위원
- 박진영 해설위원
- 임성춘 해설위원
- 정일훈 캐스터
- 조진성 캐스터
- 이인환 캐스터
- 서경환 캐스터
- 김익근 캐스터
- 김양중 해설위원
- 우승기 해설위원
- 이주영 해설위원
- 김동수 해설위원
- 이준호 해설위원
- 김철 해설위원
- 안준영 해설위원
- 유대현 해설위원
- 이기민 해설위원
- 정우서 해설위원
- 이성은 해설위원
- 서정현 해설위원
- 채정원 e스포츠 전략본부장 및 해설위원
- 박대만 해설위원

### 이전 및 종영되거나 종료된 프로그램
글로벌 스타크래프트 II 리그 - 스타크래프트 II로 2015년까지 곰TV에서 주최했던 대표 리그
- 해설 : 박상현, 박대만, 황영재

Sudden Attack 2015 Summer Champions League - 곰TV에서 주최하는 서든 어택 리그전
- 해설 : 이현주, 정인호, 온상민

Counter-Strike The Challange - 곰TV에서 주최하는 카운터 스트라이크 리그
- 연출 : 이보석 PD
- 해설 : 이현주, 한현우

2013 HOT6ix GSTL S2- 스타크래프트 II로 펼쳐지는 GSL 팀리그인 GSTL
- 해설 : 김익근, 박대만, 황영재, 이성은

곰TV 클래식 - 곰TV에서 주최하는 최초의 리그로 스타크래프트로 진행이 되었으며, 현재는 폐지 된 상태이다.
- 해설 : 박상현, 박대만, 이성은

절대 간판 - 스타크래프트 II 예능 프로그램으로, 선수와 선수 간의 복수전 형태로 펼쳐지는 프로그램
- 진행 : 이인환, 황영재

스타2 Ready Action! - 스타크래프트 II로 배틀넷 유저들과 플레이하는 프로그램
- 진행 : 서경환, 신정민

맹독충 - GSL의 비하인드 스토리를 낱낱히 파헤쳐 보는 프로그램
- 진행 : 김익근

2013 WCS Korea S2 Auction ALL KILL STARLEAGUE - 스타크래프트 II로 펼쳐지는 WCS 코리아 개인리그
- 해설 : 박상현, 이현주, 채정원, 안준영, 황영재, 이성은

DOTA 2 NSL S3 - 곰TV에서 주최하는 도타 2 리그전
- 해설 : 박상현, 박대만, 정인호

2013 World of Tank Korean League S1 - 월드 오브 탱크로 진행되는 정식 리그
- 해설 : 이현주, 정인호, 황영재

World of tanks Korean League - 곰TV 최초의 월드 오브 탱크 리그
- 해설 : 이현주, 정인호, 이기민

도타2게더 시즌2 - 시청자 들과 함께하는 도타 2 플레이
- 진행 : 혜이니, 박상현, 박대만, 정인호, 김형인, 이선생

FS2 Crew Chllange - 프리스타일 2로 진행되는 국내 최초 리그
- 해설 : 정인호, 서정현

FSF Premium League - 프리스타일 풋볼로 진행되는 리그
- 해설 : 김익근, 정인호

FS2 Ready Action! - 시청자와 함께하는 프리스타일 2 프로그램
- 연출 : 이보석 PD
- 진행 : 정인호, 김형인, 서정현

FSF Ready Action! - 시청자와 함께하는 프리스타일 풋볼 프로그램
- 연출 : 이보석 PD
- 진행 : 정인호, 김형인

GGN 플러스 - e스포츠와 게임계의 소식을 만나 볼 수 있는 프로그램
- 취재/영상 : 이보석, 박상우 PD
- 내레이션 : 김익근

이끈 늬우스 - 김익근이 진행하는 스타2 예능 프로그램
- 진행 : 김익근

## 연혁
- 2006년 7월 12일 곰TV사이트 오픈[1]
- 2007년 5월 3일 아이팝(https://web.archive.org/web/20120117101237/http://www.ipop.co.kr/) 사이트에서 분리[2]
- 2007년 7월 27일 제한적 본인확인제 실시[3]
- 2007년 8월 2일 MBC 드라마채널 서비스[4]

## 스폰서
- 곰TV컵 카트라이더 6차리그
- 곰TV MSL

## 같이 보기
- 곰앤컴퍼니
- 곰TV 클래식
- 글로벌 스타크래프트 II 리그
- 글로벌 스타크래프트 II 팀 리그
- 목동 곰TV 스튜디오
- 곰TV 강남 스튜디오